# 梅超風
梅超風（ばい ちょうふう、拼音: Méi Chāofēng）は、金庸の武俠小説『射鵰英雄伝』に登場する架空の人物。「東邪」黄薬師の弟子であり、黄蓉の姉弟子にあたる。本名は梅若華だが、黄薬師の弟子になった際、名を「超風」と改めた。なお、黄薬師が晩年になってとった弟子の程英を除く弟子には全員名前に「風」の字が入っている。

## 生涯
梅若華は早くに身よりを亡くし、偏屈な黄薬師に弟子入りする。しかし、その修行は少女の身には辛く、兄弟子の陳玄風と恋に落ちてからは、辛い桃花島の生活から抜け出すことにした。その時に盗み出した「九陰真経」の下巻が彼らの運命を狂わせる。
というのも、「九陰真経」は上下巻揃っていない状態で習得すると（もちろんそれなりに強くなれるのだが）、本人の体を損ねる危険が高く、また技も魔道に堕ちてしまいやすいからである。こうして、「九陰真経」の下巻のみを頼りに習得した邪悪な技「九陰白骨爪」を習得した二人は、数多くの人間を血祭りにあげ、屍の頭蓋骨に穴を開けるなどして、江湖を恐怖のどん底に陥れた。このころ、江南七怪の筆頭・柯鎮悪の兄の柯辟邪を惨殺している。いつしか梅超風は「鉄屍」、陳玄風は「銅屍」、二人あわせて「黒風双殺」と呼ばれるようになった。
あまりに江湖で暴れすぎたため、夫の陳玄風とともに蒙古に移住する事になった際、柯鎮悪ら率いる江南七怪と戦う。このとき、夫の陳玄風が郭靖に殺され、また自身は失明している。しかし、復讐を誓い、さらなる力を得て数年後に再登場を果たすことになる。

## 師弟関係
弟子は楊康。「九陰真経」の下巻を頼りに、誤った方法で内功を繰り返すうち、下半身不随になっているところを楊康に助けられ、その恩から楊康を弟子にした。彼には「九陰白骨爪」を指導し、これが梅超風亡き後も江湖に惨劇を引き起こし続けた。
師の黄薬師を裏切ったとはいえ、心の中では変わらず尊敬の念を抱いており、裘千仞が「黄薬師は死んだ」というデマを流したとき、憤慨し仇討ちを誓っている。その姿を隠れ見た黄薬師は、すでに梅超風らが自分から逃げ出したのは、自分自身の偏屈さが招いた結果だと悔いたこともあり、三つの条件の達成とともに梅超風を許す事にしている。だが、その条件のうち一つは決して果たすことができないものだとは、黄薬師・梅超風らは思いもよらないことだった。のちにこれを知った黄薬師は激怒し、その原因を作った郭靖を殺そうとしている。
最終的に、全真教の「天罡北斗陣」に苦戦する黄薬師を救うため致命傷を負う。一つの条件も果たす事はできなかったが、黄薬師からついに破門を解いてもらい、「桃花島の弟子」に戻ることには成功している。

## 武功
桃花島の武術をひととおり修めているが、もっともよく使った武功は「九陰白骨爪」。「九陰真経」の上巻を読まず、下巻のみを習得したため内功に問題があり、一度は体を壊している。
九陰白骨爪（きゅういんはっこつそう）
「九陰真経」の、「気を込めた指は、頭蓋骨も貫く」という旨の記述を言葉どおりにとらえた陳玄風が作り出した武功。もちろん、この解釈は間違っている。指の力で相手の頭蓋骨に穴を開けるため、犠牲者は目を覆うような無残な死体となる。その殺害方法が残虐だというのもあるが、とくに、この技の練習のため、罪なき人々を練習台に殺しまわった事が梅超風らの評判を落とすことになっている。

## 演じた女優
- 麥翠嫻：『射鵰英雄伝』TVB 香港 1994年
- ヤン・リーピン：『射鵰英雄伝』 中央電視台（CCTV） 中国 2003年・・・原作では老婆だが、本作では若く妖艶な姿で登場し、人気が出た。
- 孔維：『射鵰英雄伝』 香港 2008年
- ミー・ルー：『射鵰英雄伝 レジェンド・オブ・ヒーロー』中国 2017年
- ルアン・ジュウ：『レジェンド・オブ・クロー 九陰白骨爪』中国映画 2021年

## その他
- オンラインゲーム『ストリートファイター オンライン マウスジェネレーション』（SFO）（ダレット、2008年）のキャラクターとして登場。ダレット稲船敬二代表取締役は「中国でのサービス展開も視野に入れているため」としている。
- 海洋堂より「ストリートファイターオンラインリボルテック」シリーズとしてフィギュアが販売されている。